# 경산성당
경산성당은 대한민국의 경상북도 경산시 사정동에 있는 천주교 대구대교구 제2대리구 4지역의 성당이다. 1952년 3월 25일에 설립하였다.

## 교통편
- 경부선 경산역

## 같이 보기
- 천주교 대구대교구